# .mc
.mc는 모나코의 인터넷 국가 코드 최상위 도메인이다. Direction des Telecommunications가 관리한다. 1995년에 개설되었다.

## 2차 도메인
- .tm.mc: 등록된 상표
- .asso.mc: 단체